# Gymnogramma filipendulifolia
Gymnogramma filipendulifolia là một loài thực vật có mạch trong họ Adiantaceae. Loài này được (Thouars) Desv. miêu tả khoa học đầu tiên năm 1811.